# Pre-Vuelta a Independencia 2014
La 9e édition de la course cycliste dominicaine Pre-Vuelta Independencia se déroule 25 et 26 janvier 2014.

## Les étapes
| Détail    | Date       | Villes étapes                      | km  | Vainqueur d'étape | Leader du classement général |
| 1re étape | 25 janvier | Circuit autour de Saint-Domingue   | 100 | Rafael Merán      | Rafael Merán                 |
| 2e étape  | 26 janvier | Circuit autour de Villa Altagracia | 92  | Ismael Sánchez    | Ismael Sánchez               |

## Classement général final
Le classement officiel.
| 1.  | Ismael Sánchez         |  | avec | 38 pts |
| 2.  | Adderlyn Cruz          |  | avec | 34 pts |
| 3.  | Rafael Merán           |  | avec | 28 pts |
| 4.  | Ismael Collado         |  | avec | 24 pts |
| 5.  | Deivy Capellan Almonte |  | avec | 18 pts |
| 6.  | Eriberto Peña          |  | avec | 16 pts |
| 7.  | Geovanny García        |  | avec | 16 pts |
| 8.  | Elvis Rodriguez        |  | avec | 14 pts |
| 9.  | Braulio de Js. Garcia  |  | avec | 12 pts |
| 10. | Willy Cabrera          |  | avec | 6 pts  |